# Pleurobranchidae
Pleurobranchidae is een familie van weekdieren uit de klasse van de Gastropoda (slakken).

## Geslachten
- Bathyberthella Willan, 1983
- Berthella Blainville, 1824
- Berthellina Gardiner, 1936
- Boreoberthella Martynov & Schrödl, 2009
- Pleurehdera Ev. Marcus & Er. Marcus, 1970
- Pleurobranchus Cuvier, 1804
- Tomthompsonia Wägele & Hain, 1991